# Georgina Haig
Georgina Hagg (Melbourne, 3 de agosto de 1985), más conocida como Georgina Haig, es una actriz australiana. Entre sus roles destacan Zamira en la serie The Elephant Princess, Etta Bishop en Fringe y la reina Elsa en la serie Érase una vez.

## Biografía
Es hija de Gillian y del escritor australiano Russell Hagg; tiene un hermano menor llamado Julian Haig.
Se entrenó en el Western Australian Academy of Performing Arts "WAAPA" de donde se graduó en 2008.
En 2014 Georgina se casó con el actor y escritor australiano Josh Mapleston.

## Carrera
En el 2009 apareció como invitada en la serie Underbelly: A Tale of Two Cities donde interpretó a Georgina Freeman, la esposa de George Freeman (Peter O'Brien), un apostador y operador de casinos ilegales.	
En el 2010 apareció como invitada en la serie Underbelly: The Golden Mile donde volvió a interpretar a Georgina Freeman, la esposa del apostador ilegal George Freeman y mentor del gánster John Ibrahim.
En el 2011 se unió al elenco de la segunda temporada de la serie The Elephant Princess donde interpretó a Zamira, la hermana menor de Caleb Richard Brancatisano y amiga de la infancia de Kuru (Miles Szanto), quien al inicio no acepta a Alex ya que cree que la madre de Alex había sido la responsable de la muerte de su madre pero más tarde descubre que la responsable de su muerte había sido Diva.
En el 2012 se unió al elenco invitado recurrente de la quinta temporada de la serie norteamericana Fringe donde interpretó a Henrietta "Etta" Bishop, la versión adulta del año 2036 de la hija de Peter Bishop y Olivia Dunham. Ese mismo año apareció como invitada en tres episodios de la serie de baile Dance Academy donde interpretó a Mistii, una directora y en la serie de comedia australiana A Moody Christmas donde interpretó a Patience, la novia de Dan Moody.
También obtuvo un papel secundario en la película The Sapphires donde dio vida a Glynnis, una vendedora de tupperware racista durante la década de 1960.
En el 2014 apareció en la miniserie Never Tear Us Apart: The Untold Story of INXS donde interpretó a Paula Yates, una presentadora de televisión británica que termina teniendo una relación con Michael Hutchence, miembro de la banda australiana de rock INXS.
En el 2014 se unió al elenco de la serie Reckless donde interpretó a Lee Anne Marcus, una oficial de la policía que luego de ser despedida por mandar fotos de sí misma a través del correo del departamento decide demandar al departamento y contrata a la abogada Jamie Sawyer (Anna Wood), hasta el final de la serie ese mismo año, luego de que fuera cancelada.
A principios del julio del mismo año se anunció que Georgina se uniría al elenco recurrente de la cuarta temporada de la popular serie norteamericana Once Upon a Time donde interpreta a reina Elsa, de Frozen.
El 22 de julio de 2015 se anunció que Georgina se había unido al elenco de la nueva serie Incorporated donde daría vida a Laura, la esposa de Ben Larson (Sean Teale), sin embargo el papel de Laura será interpretado por la actriz Allison Miller.
A principios de marzo del 2016 se anunció que se había unido al elenco principal del nuevo proyecto de la CW, donde dará vida a Gina Nolan, una botánica. En la serie compartirá créditos con el actor Neal Bledsoe.

## Filmografía

### Series de televisión
| Año  | Título                                          | Personaje               | Notas                             |
| ---- | ----------------------------------------------- | ----------------------- | --------------------------------- |
| 2018 | The Crossing                                    | Dr. Sophie Forbin       | 9 episodios                       |
| 2016 | Limitless                                       | Piper Baird             | 4 episodios                       |
| 2015 | Childhood's End                                 | Annabel Stormgren       | 3 episodios - miniserie           |
| 2015 | Maximum Choppage                                | Elle Crawford           | 6 episodios                       |
| 2014 | Once Upon a Time                                | Reina Elsa              | 12 episodios                      |
| 2014 | Reckless                                        | Lee Anne Marcus         | 13 episodios                      |
| 2014 | Never Tear Us Apart: The Untold Story of INXS   | Paula Yates             | 2 episodios - miniserie           |
| 2013 | The Elegant Gentleman's Guide to Knife Fighting | Varios Personajes       | 6 episodios                       |
| 2012 | Fringe                                          | Henrietta "Etta" Bishop | 5 episodios                       |
| 2012 | A Moody Christmas                               | Patience                | episodio "Water Under the Bridge" |
| 2012 | Dance Academy                                   | Mistii                  | 3 episodios                       |
| 2011 | The Elephant Princess                           | Zamira                  | 26 episodios                      |
| 2010 | Rescue Special Ops                              | Emma Griffiths          | 3 episodios                       |
| 2010 | Underbelly: The Golden Mile                     | Georgina Freeman        | 3 episodios                       |
| 2009 | Underbelly: A Tale of Two Cities                | Georgina Freeman        | 3 episodios                       |

### Películas
| Año  | Título              | Personaje         | Notas                                                                                                |
| ---- | ------------------- | ----------------- | --- |
| 2016 | Mars Project        | Gina Nolan        | - |
| 2014 | The Mule            | Jasmine Griffiths | junto a Hugo Weaving, John Noble, Ewen Leslie, Geoff Morrell, Angus Sampson y Leigh Whannell         |
| 2013 | Nerve               | Grace             | junto a Craig Hall, Gary Sweet, Silvia Colloca, Denise Roberts y Christian Clark                     |
| 2012 | The Sapphires       | Glynnis           | junto a Chris O'Dowd, Deborah Mailman, Jessica Mauboy, Shari Sebbens, Miranda Tapsell y Eka Darville |
| 2011 | Crawl               | Marilyn Burns     | junto a George Shevtsov, Bob Newman y Baz McAlister                                                  |
| 2011 | Recon 6             | Christine         | corto - junto a Mark Pound y Margareta Moir                                                          |
| 2010 | Wasted on the Young | Simone            | junto a Oliver Ackland, Adelaide Clemens, Alex Russell y Nathan Coenen                               |
| 2010 | Road Train          | Liz               | junto a Xavier Samuel, Bobby Morley y Sophie Lowe                                                    |
| 2010 | Lest We Forget      | Cheryl            | corto - junto a Colin Friels, Joy Smithers, Jake Tobin y Bill Young                                  |
| 2008 | Iris                | Chloe             | corto - junto a T.J. Power y Tim Power                                                               |

## Premios y nominaciones
| Año  | Categoría    | Premio                | Película | Resultado |
| ---- | ------------ | --------------------- | -------- | --------- |
| 2011 | Best Actress | Festival Trophy Award | Crawl    | Ganadora  |